# Dekanat przytycki
Dekanat przytycki – jeden z 29 dekanatów w rzymskokatolickiej diecezji radomskiej. 
Składa się z następujących parafii:
- Nawiedzenia NMP w Bukównie
- Wniebowzięcia NMP w Jarosławicach
- św. Jana Chrzciciela w Kaszowie
- św. Stanisława bpa w Kostrzynie
- św. Doroty w Potworowie
- św. Krzyża w Przytyku
- św. Marcina w Radzanowie
- św. Marii Magdaleny we Wrzeszczowie
- św. Wawrzyńca we Wrzosie
- św. Teresy z Ávili w Wyśmierzycach